# Janez Pišek
Janez Pišek, slovenski nogometaš in trener, * 4. marec 1911, Jesenice, † 1991.
Pišek je nekdanji nogometaš, ki je igral na položaju vezista. Večji del svoje kariere je igral za AŠK Primorje, kasneje pa še za SK Ljubljana in SK Mars v drugi jugoslovanski ligi. Po končani karieri je postal prvi profesionalni slovenski trener in prvi predsednik Zveze nogometnih trenerjev Slovenije. Leta 1971 je prejel Bloudkovo plaketo za »dolgotrajno in uspešno trenersko delo v nogometu«.